# Institut français d'opinion publique
El Institut français d'opinion publique (IFOP; en español: Instituto Francés de Opinión Pública) fundado en 1938, es una empresa francesa de estudios de mercado y encuestas de opinión. 

## Historia
Fue fundada el 1 de diciembre de 1938 por Jean Stoetzel, sociólogo y ex profesor en la Sorbona, después de su encuentro con George Gallup en Estados Unidos.
En octubre de 1938, la IFOP realiza la primera encuesta de opinión pública en Francia, sobre los riesgos de guerra. Estas primeras encuestas fueron publicadas entre mayo y agosto de 1939 por la revista Polls perteneciente a la IFOP, antes de que la publicación de encuestas fuera prohibida por la censura.·
En septiembre de 1944 se llevó a cabo el primer estudio de la posguerra con preguntas sobre las Fuerzas Francesas del Interior (FFI) y el papel de la Resistencia. 
En 1956, se utilizó por primera vez una computadora (IBM 704) para el análisis factorial para contar y procesar los datos de medición.
En 1973, se realizaron previsiones de atascos de media hora en colaboración con RTL, encuestando a los conductores de vacaciones. En 1983, por primera vez, realizó una encuesta a boca de urna en las elecciones locales.
En 2018, adquirió Sociovisión, una empresa especializada en estudios sociológicos y comprensión del comportamiento del consumidor. En 2022, el Grupo Ifop adquirió la firma de investigación y consultoría Occurrence.
Opera en unos cincuenta países de todo el mundo. Tiene oficinas en París y Shanghai.
IFOP también es una fuente de datos en Francia para las listas de música del Sindicato nacional de la edición fonográfica (SNEP).